# نمادگذاری‌های مشتق
در حساب دیفرانسیل تنها یک نوع نمادگذاری واحد برای مشتق وجود ندارد و نمادگذاری‌های مختلفی توسط ریاضی‌دان‌ها استفاده شده‌است. در هر زمینه‌ای خاص٬ برخی نمادها مفیدترند.

## نمادگذاری لایب‌نیتز
معمول‌ترین نمادگذاری استفاده‌شده مربوط به لایب‌نیتز است.در این نمادگذاری مشتق {\displaystyle y} نسبت به{\displaystyle x} می‌شود:  
{\displaystyle {\frac {dy}{dx}}}
و مشتق‌های مرتبه‌های بالاتر چنین نمایش داده می‌شوند:
{\displaystyle {\frac {d^{n}y}{dx^{n}}},\quad {\frac {d^{n}{\bigl (}f(x){\bigr )}}{dx^{n}}},{\text{ or }}{\frac {d^{n}}{dx^{n}}}{\bigl (}f(x){\bigr )}}

## نمادگذاری لاگرانژ
یکی دیگر از نمادگذاری های پرکاربرد ٬توسط ژوزف لویی لاگرانژ ابداع شده‌است.سه مرتبه‌ی اول مشتق چنین اند: {\displaystyle f'\;}
٬{\displaystyle f''\;}
٬ {\displaystyle f'''\;}
و مشتق مرتبه {\displaystyle n} نیز به صورت f (n) نشان داده می‌شود.

## نمادگذاری اویلر
در  نمادگذاری لئونارد اویلر مشتق به شکل یک عملگر دیفرانسیلی به شکل {\displaystyle D} که قبل از تابع می‌آید نمایش می‌یابد:
مشتق اول:   {\displaystyle Df\;}
مشتق دوم:   {\displaystyle D^{2}f\;}
مشتق nام:    {\displaystyle D^{n}f\;}
معمولاً متغیری که نسبت به آن مشتق گرفته‌می‌شود را هم این‌طور نشان می‌دهند:
{\displaystyle D_{x}^{n}y\;}

## نمادگذاری نیوتون
در نمادگذاری نیوتن ٬ مشتق با قرار دادن نقطه بالای تابع مورد نظر نمایش می‌یابد.این نوع نمایش مشتق٬  بیشتر برای مشتق زمانی و حداکثر تا مرتبه‌ی دوم کاربرد دارد:
{\displaystyle {\dot {y}}={\frac {dy}{dt}}}
و
{\displaystyle {\ddot {y}}={\frac {d^{2}y}{dt^{2}}}}

## نمادگذاری در حساب برداری
در حساب برداری ٬ابتدا یک عملگر دیفرانسیلی با نام عملگر دل تعریف می‌کنیم:
{\displaystyle \nabla =\left({\frac {\partial }{\partial x}},{\frac {\partial }{\partial y}},{\frac {\partial }{\partial z}}\right)}
حال گرادیان در دستگاه دکارتی  چنین تعریف می‌شود:
{\displaystyle \mathrm {grad\,} \,\varphi =\left({\frac {\partial \varphi }{\partial x}},{\frac {\partial \varphi }{\partial y}},{\frac {\partial \varphi }{\partial z}}\right)} ,
{\displaystyle =\left({\frac {\partial }{\partial x}},{\frac {\partial }{\partial y}},{\frac {\partial }{\partial z}}\right)\varphi } ,
{\displaystyle =\nabla \varphi } .
دیورژانس روی یک میدان برداری عمل می‌کند و  به این شکل‌ها نمایش داده‌می‌شود:
{\displaystyle \mathrm {div\,} \mathbf {A} ={\partial A_{x} \over \partial x}+{\partial A_{y} \over \partial y}+{\partial A_{z} \over \partial z}} ,
{\displaystyle =\left({\frac {\partial }{\partial x}},{\frac {\partial }{\partial y}},{\frac {\partial }{\partial z}}\right)\cdot \mathbf {A} },
{\displaystyle =\nabla \cdot \mathbf {A} } .
عملگر لاپلاسین :  {\displaystyle \Delta =\nabla ^{2}}  عملگر لاپلاسین خوانده می‌شود:
{\displaystyle \mathrm {div} \,\mathrm {grad} \,\varphi \,=\nabla \cdot (\nabla \varphi )}
{\displaystyle =(\nabla \cdot \nabla )\varphi =\nabla ^{2}\varphi =\Delta \varphi } ,
و عملگر کرل یا تاو٬  {\displaystyle \mathrm {curl} \,\mathbf {A} \,} یا {\displaystyle \mathrm {rot} \,\mathbf {A} \,} که روی میدان برداری A عمل می‌کند به این صورت‌ها قابل نمایش است:
{\displaystyle \mathrm {curl} \,\mathbf {A} =\left({\partial A_{z} \over {\partial y}}-{\partial A_{y} \over {\partial z}},{\partial A_{x} \over {\partial z}}-{\partial A_{z} \over {\partial x}},{\partial A_{y} \over {\partial x}}-{\partial A_{x} \over {\partial y}}\right)}

## دیگر نمادگذاری‌ها
برخی روش‌های دیگر برای نمایش مشتق ٬ در حساب چندمتغیره یا آنالیز تانسوری استفاده می‌شود.برای مثال:
{\displaystyle f_{x}={\frac {df}{dx}}}
{\displaystyle f_{xx}={\frac {d^{2}f}{dx^{2}}}.}
و 
{\displaystyle {\frac {\partial f}{\partial x}}=f_{x}=\partial _{x}f=\partial ^{x}f,}
البته دو نماد آخر تنها در فضای اقلیدسی یکسانند و روی خمینه ها یکی نیستند.